# Liste der Flughäfen in Litauen
Die Liste der Flughäfen in Litauen führt die vier internationalen Flughäfen in Litauen auf.
| Name Offizielle Bezeichnung                               | ICAO-Code | IATA-Code | Eröffnung | Passagiere (2023) | Flugbewegungen (2023) | Stadt    |
| --------------------------------------------------------- | --------- | --------- | --------- | ----------------- | --------------------- | -------- |
| Flughafen Kaunas Kauno oro uostas                         | EYKA      | KUN       | 1988      | 1300424           | 10699                 | Kaunas   |
| Flughafen Palanga Palangos oro uostas                     | EYPA      | PLQ       | 1937      | 307090            | 3733                  | Palanga  |
| Flughafen Šiauliai (zivil/militärisch) Šiaulių oro uostas | EYSA      | SQQ       | 1931      |                   |                       | Šiauliai |
| Flughafen Vilnius Vilniaus oro uostas                     | EYVI      | VNO       | 1944      | 4406019           | 38687                 | Vilnius  |